# Parafia św. Włodzimierza w Miami
Parafia św. Włodzimierza – prawosławna parafia w Miami, w eparchii wschodnioamerykańskiej i nowojorskiej Rosyjskiego Kościoła Prawosławnego poza granicami Rosji.
Jest to parafia etnicznie rosyjska, założona przez emigrantów przybyłych do Stanów Zjednoczonych po II wojnie światowej.